# Oplot
Obec Oplot (německy Amplatz) se nachází v okrese Plzeň-jih, kraj Plzeňský. Žije zde 344 obyvatel.

## Historie
První písemná zmínka o obci pochází z roku 1243, kdy ves vlastnil vladyka Lemar de Oplot. Počátkem 15. století došlo k majetkovému rozdělení vsi. Jednu část získal do držení rod pánů z Roupova. Roku 1677 ji odkoupil probošt kláštera v Chotěšově Michal.
Druhá část vsi se počátkem 17. století dostala do držení Mikuláše Šice z Drahenic, který dobudoval zámek v nedalekém Červeném Poříčí do dnešní podoby. Tato část po bitvě na Bílé Hoře též připadla k červenopoříčskému panství, jež získali pánové z Kronenbergu, kteří Poříčí a tedy i Oplot drželi až do roku 1692. V době třicetileté války trpělo obyvatelstvo okolí Přeštic bezohledným drancováním vojsk, jež tudy táhla do bitev. V 18. století získal panství bavorský kníže.
19. století přineslo významné změny. V roce 1848 bylo zrušeno poddanství a roku 1850 dostaly obce samosprávu. V roce 1863 byla v Oplotu dokončena přestavba zdejší kapličky Panny Marie a roku 1877 škola. V roce 1888 byl v obci založen Sbor dobrovolných hasičů. Roku 1901 byl při přestavbě jednoho domu nalezen hrnek naplněný 360 pražskými a míšeňskými groši ze 14. století. Během 1. světové války bylo ze vsi odvedeno na frontu 130 mužů. V roce 1917 ukryli obyvatelé obce zvon ze zdejší kaple, aby nemohl být odvezen a roztaven.
5. května 1945 osvobodili Oplot vojáci americké armády. Roku 1950 bylo v obci založeno JZD. Poslední soukromí zemědělci do něj vstoupili v roce 1959. Roku 1960 došlo ke sloučení Oplotu s Dnešicemi. Od roku 1991 je Oplot opět samostatnou obcí.

## Pamětihodnosti
- Kaple Panny Marie na návsi